# اداب (سومر)
اَداب یا اوداب (به سومری: اود نون) شهری باستانی در سومر بوده که بین گیرسو و نیپور واقع شده بود. این شهر در سایت بسمایا در استان واسط عراق قرار دارد.
این شهر نخستین بار توسط ویلیام هایس وارد که جزئی از هیئت اعزامی ولف در سال ۱۸۸۵ بود مورد وارسی قرار گرفت. کمی بعد جان پانت پیترز از دانشگاه پنسیلوانیا در سال ۱۸۹۰ آن مکان را از نزدیک مورد مطالعه قرار داد. هر دو نفر تنها یک روز را در آنجا صرف کردند و هر کدام یک لوح با خط میخی و چند قطعه‌ی مربوط به آن کشف کردند. والتر آندرا در سال ۱۹۰۲ از بسمایا دیدن کرد. او هم چند قطعه کشف کرد و طرحی از نقشه‌ی این سایت کشید.
کاوش‌هایی که شش ماه در آنجا از کریسمس ۱۹۰۳ تا ۱۹۰۴ توسط دکتر ادگار جیم بنکس برای دانشگاه شیکاگو انجام گرفت ثابت کرد سایت شهر باستانی اداب (اود نون) توسط تپه‌هایی پوشانده شده است؛ شهری که تا آن زمان نامش تنها در فهرست شاهان سومر و مقدمه‌ی قانون حمورابی آمده بود. این شهر توسط یک کانال به دو نیم تقسیم شده بود و معبد ایماچ به همراه یک زیگورات یا برج پله‌دار در آن قرار داشت. این شهر به طور مشخص در مقطعی از تاریخ از اهمیت قابل ملاحظه‌ای برخوردار بوده اما به نظر می‌رسد که در همان دوران‌های ابتدایی متروکه شده زیرا خرابه‌های آن در سطحی نزدیک به تپه‌ها به‌دست آمده و این به این معنی است که طبق نوشته‌های کشف‌شده روی آجرهای بدست‌امده از بسمایا متعلق به شولگی و اورنامو، شاهان سلسله‌ی سوم اور در سده‌های پایانی هزاره‌ی سوم پیش از میلاد بوده است. در لایه‌ی زیر این سطح همانند نیپور آثار هنری مربوط به دوره‌ی حکمرانی نارامسین و سارگون اکد (حدوداً ۲۳۰۰ پ.م.) کشف شد. زیر این سطح تا ۱۰ متر لایه‌های مدفون‌شده وجود داشت که شامل هفت هشتم از کل عمق خرابه است. دکتر بنکس به غیر از ویرانه‌های ساختمان‌ها، دیوارها و گورها توانست تعداد زیادی لوح گلی مربوط به دوران‌های اولیه، لوح‌های برنزی و سنگی، ابزارهای برنزی و مواردی مشابه به دست آورد.